# Régulateur RST
Un régulateur RST est un organe de contrôle à trois degrés de liberté permettant d’effectuer une régulation en boucle fermée d’un système industriel (voir automatique). Parler de régulateur RST, c'est avant tout parler de structure de régulateur. La structure RST est la structure de régulateur linéaire la plus générale. Les régulateurs RST multivariables sont assez complexes à appréhender, et plus encore à synthétiser (dans le contexte multivariable, il est donc préférable, d'un point de vue pratique, de se placer dans le cadre du formalisme d'état, plutôt que dans celui du « formalisme polynomial » du régulateur RST). Les régulateurs RST sont couramment utilisés dans les systèmes de commande, le plus souvent  numériques, car, dans le contexte monovariable, ce sont les régulateurs qui offrent la plus grande souplesse d'utilisation.
Ce type de correcteur peut être obtenu dans le formalisme du temps continu ou dans celui du temps discret. Plus les calculateurs deviennent rapides, plus c'est le formalisme continu qui devient pertinent.
Le sigle RST vient du nom des 3 polynômes devant être déterminés afin d'obtenir une commande efficace.
La synthèse de ce type de correcteur peut s'effectuer par placement de pôles (mais, comme on l'a dit plus haut, tout régulateur linéaire est de type RST : c'est le cas, par exemple, des régulateurs LQG, qui relèvent de la théorie de la commande optimale). Avec un régulateur RST, la dynamique de poursuite et celle de régulation peuvent être différentes, la première étant généralement choisie plus rapide que le seconde, ce qui fait un des gros avantages de ce type de correcteur.